# Триндюк Юрій Григорович
Ю́рій Григо́рович Триндю́к (нар. 17 квітня 1968, м. Хмельницький) — український політик. Колишній народний депутат України. Член ВО «Батьківщина», голова Севастопольської міської організації з липня 2007 року.

## Біографія
З 1984 року, після закінчення середньої школи № 16 в м. Хмельницькому, навчався в Технічному училищі м. Ленінграда.
1985–1987 — військову службу проходив у підрозділах ВДВ.
1988 — вступив до Прикарпатського університету імені Василя Стефаника, по закінченні якого в 1993 році отримав диплом про вищу освіту за спеціальністю вчитель історії.
1993–1994 — працював менеджером ТОВ «Діалог» у м. Хмельницькому.
1994 — створив фірму ТОВ «ЮРЕКС».
1995–2002 — працював в ТОВ «Зарево Експо».
2002 — заснував ТОВ «Хлібні інвестиції», де був почесним президентом до 2006 року. Під його керівництвом п'ять підприємств хлібної галузі були об'єднані в холдингову компанію «Хлібні інвестиції».
2002 — вступив до Національного університету Державної податкової служби України. У 2006 році отримав диплом бакалавра з правознавства.
У 2009 році Юрія Триндюка було визнано одним із найкращих Топ-менеджерів за версією журналу «ТОП-100. Найкращі топ-менеджери України»

## Парламентська діяльність
Квітень 2002 — кандидат в народні депутати України за виборчім округом № 189 Хмельницької області, самовисування. «За» 14.03 %, 2 з 11 претендентів. На час виборів: засновник ТОВ «Заграва Експо», голова спостережної ради ЗАТ «Білогірський комбінат хлібопродуктів», безпартійний.
Народний депутат України 5-го скликання з 25 травня 2006 до 15 червня 2007 від «Блоку Юлії Тимошенко», № 84 в списку. На час виборів: президент ТОВ «Хлібні інвестиції» (м. Севастополь), член ВО «Батьківщина». Член фракції «Блок Юлії Тимошенко» (з травня 2006). Член Комітету з питань бюджету (з липня 2006). 15 червня 2007 достроково припинив свої повноваження під час масового складення мандатів депутатами-опозиціонерами з метою проведення позачергових виборів до Верховної Ради України.
Народний депутат України 6-го скликання з 23 листопада 2007 до 12 грудня 2012 від «Блоку Юлії Тимошенко», № 84 в списку. На час виборів: тимчасово не працював, член ВО «Батьківщина». Член фракції «Блок Юлії Тимошенко» (з листопада 2007). Член Комітету з питань бюджету (грудень 2007 — січень 2008), голова підкомітету з питань державного боргу та фінансування державного бюджету Комітету з питань бюджету (з січня 2008).

## Особисте життя
Одружений, виховує двох дітей.
Захоплюється велоспортом та великим тенісом.